# Marennes (Ródano)
Marennes é uma comuna francesa na região administrativa de Auvérnia-Ródano-Alpes, no departamento de Ródano. Estende-se por uma área de 12,44 km². Em 2010 a comuna tinha 1 853 habitantes (densidade: 149 hab./km²).